# Mysticomenus mysticus
Mysticomenus mysticus är en skalbaggsart som först beskrevs av Blackburn 1877.  Mysticomenus mysticus ingår i släktet Mysticomenus och familjen jordlöpare. Inga underarter finns listade i Catalogue of Life.